# Lucilia cuprina
Lucilia cuprina este o specie de muște din genul Lucilia, familia Calliphoridae. A fost descrisă pentru prima dată de Christian Rudolph Wilhelm Wiedemann în anul 1830. Conform Catalogue of Life specia Lucilia cuprina nu are subspecii cunoscute.